# La Almarcha
La Almarcha este un oraș din provincia Cuenca, Castilia-La Mancha, Spania. Are 602 de locuitori.